# Cremastus incompletus
Cremastus incompletus är en stekelart som först beskrevs av Léon Abel Provancher 1875.  Cremastus incompletus ingår i släktet Cremastus och familjen brokparasitsteklar. Inga underarter finns listade i Catalogue of Life.